# 大谷木備一郎
大谷木 備一郎（おおやぎ びいちろう、1858年（安政5年6月）- 1892年（明治25年）2月7日）は、明治時代の政治家、弁護士。衆議院議員（1期）。

## 経歴
幕臣・大谷木吉之丞（のちに一と称す）、と母の下田氏の子として江戸牛込若宮町（東京府牛込区若宮町、東京市牛込区若宮町を経て現東京都新宿区若宮町）に生まれる。11歳にして聖堂に入り漢学を修める。ついで北門社で英学を学び、外国語学校に入り、大学南校に学び、大学予備門を経て1879年（明治12年）東京大学法律科を卒業した。
代言人となり同期の高橋一勝らと攻法館（専修大学の前身）を設立し、1886年（明治19年）には代言事務所を日本橋区本町（現東京都中央区日本橋本町）に開業した。同年、海軍主計学校の嘱託教員となり、翌年の1887年（明治20年）東京組合代言人会長に挙げられ、同年東京法学院の講師となった。
1890年（明治23年）7月の第1回衆議院議員総選挙では東京府第7区から出馬し当選。衆議院議員を1期務めた。在任中は大成会に所属したが、病により1892年2月7日に没した。葬儀は盛大に行われ、弟の富次郎と耐三が喪主を務めた。代々の菩提寺である下谷の龍谷寺に葬られた。